# Сіпарая чорновола

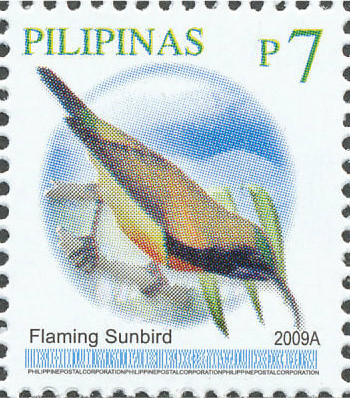
Філіппінська марка із зображенням чорноволої сіпараї (2009 рік)

Сіпарая чорновола (Aethopyga flagrans) — вид горобцеподібних птахів родини нектаркових (Nectariniidae). Ендемік Філіппін.

## Поширення й екологія
Чорноволі сіпараї мешкають на півночі Філіппін, на островах Лусон, Катандуанес, Буріас і Алабат. Живуть в тропічних і субтропічних вологих рівнинних лісах.